# Ernst Oppacher
Ernst Oppacher foi um patinador artístico austríaco, que competiu no individual masculino. Ele conquistou uma medalha de bronze em campeonatos mundiais, uma medalha de bronze em campeonatos europeus e foi bicampeão do campeonato nacional austríaco.

## Principais resultados
| Resultados                                            | Resultados       | Resultados       | Resultados       | Resultados    | Resultados        | Resultados      | Resultados        | Resultados    | Resultados    | Resultados    | Resultados        | Resultados    | Resultados    | Resultados    |
| Internacional                                         | Internacional    | Internacional    | Internacional    | Internacional | Internacional     | Internacional   | Internacional     | Internacional | Internacional | Internacional | Internacional     | Internacional | Internacional | Internacional |
| Evento/Temporada                                      | 1911– 1912       | 1912– 1913       | 1913– 1914       |               | 1920– 1921        | 1921– 1922      | 1922– 1923        | 1923– 1924    | 1924– 1925    |               | 1926– 1927        |               |               |               |
| ----------------------------------------------------- | ---------------- | ---------------- | ---------------- | ------------- | ----------------- | --------------- | ----------------- | ------------- | ------------- | ------------- | ----------------- | ------------- | ------------- | ------------- |
| Campeonato Mundial                                    |                  | 4.º              | 5.º              |               |                   | 4.º             | Medalha de bronze | 4.º           |               |               |                   |               |               |               |
| Campeonato Europeu                                    |                  |                  | 4.º              |               | Medalha de bronze |                 |                   |               | 4.º           |               |                   |               |               |               |
| Nacional                                              |                  |                  |                  |               |                   |                 |                   |               |               |               |                   |               |               |               |
| Campeonato Austríaco                                  | Medalha de prata | Medalha de prata | Medalha de prata |               | Medalha de ouro   | Medalha de ouro | Medalha de prata  |               |               |               | Medalha de bronze |               |               |               |
|                                                       |                  |                  |                  |               |                   |                 |                   |               |               |               |                   |               |               |               |
| Legenda: Competição não foi disputada nesta temporada |                  |                  |                  |               |                   |                 |                   |               |               |               |                   |               |               |               |